# Felix Grafe
Felix Grafe (geboren 9. Juli 1888 in Humpolec, Österreich-Ungarn; gestorben 18. Dezember 1942 in Wien; eigentlich Felix Löwy) war ein österreichischer Lyriker und Übersetzer.

## Leben
Felix Grafe hieß eigentlich Felix Löwy und stammte aus dem böhmischen Humpolec. Sein älterer Bruder war der Biochemiker Viktor Grafe. Er studierte Kunstgeschichte und lebte in München, wo er dem literarischen Kreis um Frank Wedekind und Heinrich Mann angehörte.
Grafe war Expressionist. Seine ersten Gedichte erschienen 1908 in der Zeitschrift Die Fackel von Karl Kraus. Neben eigenen Dichtungen schuf Grafe Übersetzungen und Nachdichtungen aus dem Englischen und Französischen von William Shakespeare, Oscar Wilde oder Charles Baudelaire. Grafe begründete die Zeitschrift Anbruch.
Nach dem Ersten Weltkrieg lebte Grafe, wie auch sein Bruder, in Wien. Hier wurde ihm 1941 ein antifaschistisches Gedicht zum Verhängnis, das er für die illegale kommunistische Zeitschrift Hammer und Sichel verfasst hatte. Er wurde im Juli verhaftet und schließlich am 18. Dezember 1942 wegen Zersetzung der Wehrkraft und Vorbereitung zum Hochverrat im Landesgericht Wien in der Landesgerichtsstraße 11 hingerichtet. Sein Grab befindet sich auf dem Wiener Zentralfriedhof.
Die Felix-Grafe-Gasse in Wien-Favoriten wurde 1968 nach ihm benannt.

## Werke
- Idris. Hyperion-Verlag, München 1910.
- Ruit Hora. Neue Gedichte. H. v. Weber, München 1916.
- Dichtungen. Historisch-kritische Ausgabe. Bergland Verlag, Wien 1961.

- Oscar Wilde: Die Ballade von Reading Gaol. Nachdichtung von Felix Grafe. Hyperionverlag, Berlin 1917.
- Francis Jammes: Almaide oder der Roman der Leidenschaft eines jungen Mädchens. Hegner, Hellerau 1919.